# 宇波彰
宇波 彰（うなみ あきら、1933年1月24日 - 2021年1月6日）は、日本の哲学者、文芸・芸術評論家。明治学院大学名誉教授。

## 経歴
1933年、静岡県浜松市生まれ。静岡県立浜松北高等学校を卒業し、東京大学文学部仏文科を卒業した。同大学院哲学科修士課程修了。埼玉県立川越高校、同所沢高校などの教諭をしながら、雑誌などに評論を発表するほか、フランス現代思想の翻訳を数多く上梓した。1990年、明治学院大学文学部教授となる。2001年に定年退職した。その後は札幌大学教授として教鞭をとり、2005年に退職。

## 研究内容・業績
- 専門はフランス現代思想。記号論の哲学により写真、映画、美術、文学作品の分析を行っているほか、引用[2]などの概念や、デザイン、インターネット[3]などについても言及している。
- 今村仁司らと共にジル・ドゥルーズ、フェリックス・ガタリ、ジャン・ボードリヤールなどの著作の翻訳を行い、日本にフランス現代思想をいち早く紹介した[4]。

## 著書
- 『言語論の思想と展開』三一書房 1972年
- 『引用の想像力』冬樹社 1979年、新版1991年
- 『批評する機械』ナツメ社 1980年
- 『記号のエコロジー』青土社 1983年。『記号論の思想』講談社学術文庫 1995年
- 『批評のパトロジー 差異・分裂・引用』青土社 1986年
- 『メドゥーサの眼 写真の社会学』青弓社 1986年
- 『同時代の建築 八人の建築家たち』青土社 1988年
- 『反市民の文学 対話的批評を求めて』白地社 1991年
- 『引用の想像力』冬樹社 1991年
- 『誘惑するオブジェ 時代精神としてのデザイン』紀伊国屋書店 1991年
- 『誘惑するメディア 同時代を読む哲学』自由国民社 1994年
- 『映像化する現代 ことばと映像の記号論』ジャストシステム 1996年
- 『デザインのエートス <人>と<物>のアイデンティティをめぐって』大村書店 1998年
- 『力としての現代思想 崇高から不気味なものへ』論創社 2002年、増補版2007年
- 『旅に出て世界を考える』論創社 2004年
- 『記号的理性批判 批判的知性の構築に向けて』御茶の水書房　2007年
- 『書評の思想』論創社 2009年
- 『ラカン的思考』作品社 2017年

### 論文・寄稿
- 「メディア・カルチャーに抗して」『「帝国」を考える』（的場昭弘編）双風舎　2004年
- 宇波彰「批評のための想像力論」『文芸』第9巻第8号、河出書房新社、1970年8月、223-237頁、ISSN 05251885、NAID 40003409440。
- 宇波彰「不透明なイマージュと奇妙な笑い:倉橋由美子「ヴァージニア」」『早稲田文学 〔第7次〕』第2巻第8号、早稲田文学会、1970年8月、160-162頁、ISSN 03881962、NAID 40003931084。
- 宇波彰「批評とは何か」『新日本文学』第26巻第4号、新日本文学会、1971年4月、139-148頁、ISSN 02877864、NAID 40001938259。
- 宇波彰「視覚芸術とレトリック (芸術のレクチュールー2-)」『美術手帖』第380号、カルチュア・コンビニエンス・クラブ、1974年4月、127-144頁、ISSN 0287-2218、NAID 40003237724。
- 宇波彰「おかされつづける表現の領域(文芸時評)」『新日本文学』第35巻第12号、新日本文学会、1980年12月、212-217頁、ISSN 02877864、NAID 40001942412。
- 宇波彰「高校生と親」『青少年問題』第28巻第4号、青少年問題研究会、1981年4月、22-27頁、ISSN 0912-4632、NAID 40002053997。
- 宇波彰「文化商品としての異人(文芸時評)」『新日本文学』第36巻第11号、新日本文学会、1981年11月、167-171頁、ISSN 02877864、NAID 40001942545。
- 宇波彰「画一化された思考,同一性の文化:企業文化の巻 (現代ニセモノ大博覧会<特集>)」『現代の眼』第23巻第12号、現代評論社、1982年12月、68-73頁、ISSN 0435219X、NAID 40001135110。
- 宇波彰「引用の重層構造 (引用の芸術<特集>)」『音楽芸術』第42巻第1号、音楽之友社、1984年1月、52-56頁、ISSN 00302600、NAID 40000338546。
- Sontag Susan, 宇波彰「危機のなかの現代音楽:現代芸術を語る」『音楽芸術』第44巻第1号、音楽之友社、1986年1月、77-83頁、ISSN 00302600、NAID 40000338880。
- 宇波彰「映像表現の物語作用」『芸術学研究』第2号、明治学院大学文学部芸術学科、1992年3月、1-5頁、ISSN 09192220、NAID 40004923703。
- 宇波彰「パ-スの記号学について」『芸術学研究』第3号、明治学院大学文学部芸術学科、1993年3月、1-5頁、ISSN 09192220、NAID 40004923709。
- 宇波彰「江戸城の幻影(文芸時評-2-)」『新日本文学』第49巻第1号、新日本文学会、1994年1月、145-148頁、ISSN 02877864、NAID 40001943635。
- 宇波彰「デザイン記号論の思想」『芸術学研究』第4号、明治学院大学文学部芸術学科、1994年3月、1-4頁、ISSN 09192220、NAID 40004923713。
- 宇波彰「情報のシンボル化 シンボル論」『可視化情報学会誌』第17巻第66号、可視化情報学会、1997年、180-186頁、doi:10.3154/jvs.17.66_180、ISSN 0916-4731、NAID 130003648633。
- 宇波彰「エイゼンシュテインの建築と映画(ゲストルーム)」『建築雑誌』第1406号、日本建築学会、1997年5月、57頁、ISSN 00038555、NAID 110003804742。
- 宇波彰「映画のなかの未来建築(<特集>未来都市の系譜)」『建築雑誌』第1449号、日本建築学会、2000年1月、24-27頁、ISSN 00038555、NAID 110003804033。
- 宇波彰, オギュスタンベルク, 福井通「身体性の復権 : モダニズムを越えるために」『建築雑誌』第1459号、日本建築学会、2000年9月、6-11頁、ISSN 00038555、NAID 110003809105。
- 宇波彰「現代メディアのオリエンタリズム (特集・メディアリテラシー:帝国化するメディアのなかで)」『神奈川大学評論』第49号、神奈川大学広報委員会、2004年、92-99頁、ISSN 09134409、NAID 40007168364。
- 宇波彰「像と言語」『モルフォロギア: ゲーテと自然科学』第2007巻第29号、ゲーテ自然科学の集い、2007年、18-27頁、doi:10.11460/morpho1979.2007.18、ISSN 0286-133X、NAID 130002649448。
- 宇波彰, 権安理「ベンャミン再考」『情況 第三期』第11巻第9号、情況出版、2010年11月、113-130頁、NAID 40017340228。

## 翻訳
- ジルベール・デュラン（英語版）『象徴の想像力』せりか書房 1970年
- エドモン・オルティグ『言語表現と象徴』せりか書房 1970年
- クロード・ピゲ『言語表現の哲学』せりか書房 1972年
- J.カズヌーヴ『儀礼 タブー・呪術・聖なるもの』三一書房 1973年
- ジル・ドゥルーズ『ベルクソンの哲学』法政大学出版局 1974年
- ジル・ドゥルーズ『プルーストとシーニュ 文学機械としての「失なわれた時を求めて」』法政大学出版局 1974年
- アンリ・ルフェーブル、アンドレ・マルチネ他『構造主義とマルクス主義』福村出版 1974年
- ジャン・ピアジェ、ポール・リクール他『心理学とマルクス主義』福村出版 1974年
- ジャック・モノー『科学論とマルクス主義』福村出版 1975年
- エドガール・モラン『プロデメの変貌 フランスのコミューン』法政大学出版局 1975年
- エドガール・モラン『自己批評 スターリニズムと知識人』法政大学出版局 1976年
- ジル・ドゥルーズ、フェリックス・ガタリ『カフカ マイナー文学のために』岩田行一共訳 法政大学出版局 1978年
- エドガール・モラン『時代精神』1-2  法政大学出版局 1979年-1982年
- ジャン・ボードリヤール『物の体系 記号の消費』法政大学出版局 1980年
- ジャン・ボードリヤール『生産の鏡』今村仁司共訳 法政大学出版局 1981年
- エドワード・T・ホール『文化としての時間』ティビーエス・ブリタニカ 1983年
- ジャン・A.ケイム『写真と人間 社会学=心理学的考察』ありな書房 1983年
- ジャン・ボードリヤール『誘惑の戦略』法政大学出版局 1985年
- グレゴリー・ベイトソン『大衆プロパガンダ映画の誕生 ドイツ映画『ヒトラー青年クヴェックス』の分析』平井正共訳 御茶の水書房 1986年
- ジル・ドゥルーズ『意味の論理学』岡田弘共訳 法政大学出版局 1987年
- ジャン・フランソワ・スクリュプチャク他『哲学の救済』青弓社 1987年
- ジルベール・デュラン『象徴の想像力』せりか書房 1990年
- ジャック・ドンズロ『家族に介入する社会 近代家族と国家の管理装置』新曜社 1991年
- ベルクソン『精神のエネルギー』第三文明社（レグルス文庫） 1992年
- フェリックス・ガタリ『分裂分析的地図作成法』吉沢順共訳 紀伊國屋書店 1998年
- ベルクソン『思考と運動』第三文明社（レグルス文庫） 2000年
- スチュアート・ホール、ポール・ドゥ・ゲイ『カルチュラル・アイデンティティの諸問題 誰がアイデンティティを必要とするのか?』大村書店 2001年
- フランソワ・ダゴニェ『世界を変えた、ちょっと難しい20の哲学』PHP研究所 2006年